# Tiodor Grujović
Tiodor Grujović (Belgrado, ...) è un giocatore di football americano serbo, che gioca nel ruolo di cornerback per i Beograd Vukovi.